# Царенко, Лаврентий Иванович
Лавре́нтий Ива́нович Царе́нко (1 января 1914, Покровское, Ферганская область — 27 октября 1976, Сокулукский район) — командир танка 43-го гвардейского танкового полка 7-й гвардейской механизированной бригады 3-го гвардейского механизированного корпуса 1-го Прибалтийского фронта, гвардии лейтенант. Герой Советского Союза (1945).

## Биография
Родился 1 января 1914 года в селе Ленинское Куршабского района в крестьянской семье. Украинец. Член ВКП(б)/КПСС с 1944 года. Образование неполное среднее. Работал механиком МТС.
В Красной Армии в 1937—1940 годах и с 1942 года. В 1943 году окончил Харьковское танковое училище. На фронте в Великую Отечественную войну с августа 1943 года.
Командир танка 43-го гвардейского танкового полка гвардии лейтенант Лаврентий Царенко в числе первых 28 июля 1944 года ворвался в латвийский город Елгава, увлекая за собой пехотинцев. В бою на улицах города офицер со своим танковым экипажем уничтожил три противотанковых орудия и четыре другие огневые точки.
Указом Президиума Верховного Совета СССР от 24 марта 1945 года за образцовое выполнение боевых заданий командования на фронте борьбы с немецко-вражеским захватчиками и проявленные при этом мужество и героизм гвардии лейтенанту Царенко Лаврентию Ивановичу присвоено звание Героя Советского Союза с вручением ордена Ленина и медали «Золотая Звезда».
После войны Л. И. Царенко продолжал службу в армии: командовал танковым подразделением в Туркестанском военном округе, служил в Вуадильском райвоенкомате (Ферганская область), Фрунзенском горвоенкомате, затем — военком Иссык-Кульского райвоенкомата. В 1961 году в звании майора уволен в запас.
До конца жизни работал в садоводческом совхозе имени Кирова Сокулукского района. Скончался 27 октября 1976 года. Похоронен в столице Кыргызстана — городе Фрунзе.

## Награды
- два ордена Красной Звезды (31.10.1943[6], 30.12.1956[2])
- орден Отечественной войны 2-й степени (15.7.1944)[7]
- Герой Советского Союза (орден Ленина и медаль «Золотая Звезда»; 23.04.1945)[2][8]
- медали, в том числе:
  - «За победу над Германией» (9.5.1945)[2]
  - «За боевые заслуги» (17.5.1951)[2]
  - «За победу над Японией» (30.9.1945)[2].

## Комментарии
1. ↑  С 19.3.2004 — село Куршаб, ныне в Узгенском районе Ошской области. По другим данным — родился в аиле Массы, ныне село Ленинское Сузакского района Ошской области Кыргызстана[4].